# Ебісу-Мару
Ебісу-Мару — транспортне судно, яке під час Другої світової війни брало участь у операціях японських збройних сил на Тихому океані.
Судно спорудили в 1935 році на верфі Kasado Dock для компанії Kobe Sanbashi.
Малі вантажні судна («морські вантажівки», sea truck), до яких належало «Ебісу-Мару», активно використовувались японським командуванням для каботажних перевезень до баз, що були наближені до лінії фронту (невеликі розміри та незначна вантажоємність таких суден зменшували ймовірність того, що їх рух приверне увагу ворожих сил).
9 червня 1944-го «Ебісу-Мару» перебувало в районі Манокварі (північно-східний кут півострова Чендравасіх, де ще в квітні 1942-го японці створили свою базу). Цього дня американські бомбардувальники A-20 атакували судноплавство поблизу Манокварі та потопили кілька малих суден, серед яких опинилось і «Ебісу-Мару».